# 东维达斯
东维达斯，是西班牙卡斯蒂利亚-莱昂阿维拉省的一个市镇。 总面积12km2, 总人口67人（2001年），人口密度6人/km2。